# Sungai Kambut
Sungai Kambut is een bestuurslaag in het regentschap Dharmasraya van de provincie West-Sumatra, Indonesië. Sungai Kambut telt 7195 inwoners (volkstelling 2010).